# Живаго, Александр Васильевич (географ)
Александр Васильевич Живаго (1 [14] августа 1914, Российская империя — 13 июля 2009, Россия) — советский учёный-геоморфолог, доктор географических наук, профессор, работал в Лаборатории геодинамики и палеоокеанологии Института океанологии имени П. П. Ширшова РАН, лауреат Государственной премии (1971), Заслуженный деятель науки РФ (1998).

## Биография
Родился 14 августа 1914 года в Москве. Его родители: Василий Романович Живаго (1889—1937) и Надежда Леонидовна, урожд. Байдакова (1890—1951), врач, родом из семьи знаменитых русских меховщиков Сорокоумовских, внучка купца 1-й гильдии Петра Павловича Сорокоумовского (1842–1922).
По линии отца А.В.Живаго — потомок известного московско-рязанского купеческого рода, известного не только успешным предпринимательством, но и благотворительностью, а также талантами в области музыки,театра, искусствоведения, фотографии. Один из предков Александра Васильевича (брат прапрадеда) — С.А.Живаго, Семён Афанасьевич, живописец, профессор Императорской Академии художеств.  Его дед, Роман Васильевич Живаго (1858–1918), был директором Московского торгово-промышленного товарищества и главой Московского филармонического общества, увлекался музыкой и собрал коллекцию редких смычковых инструментов, после национализации в 1918 году ставшую основой Государственной коллекции уникальных музыкальных инструментов. Семье принадлежал особняк на Никитском бульваре, на месте которого в 1930-е годы был выстроен Дом полярников.
Брат деда и полный тезка Александра Васильевича — А.В.Живаго, врач, известный коллекционер и фотограф.
Отец Александра Живаго — Василий Романович — получил финансово-экономическое образование — окончил Хьюстонский университет, увлекался фотографией, участвовал в экспедициях Н.И.Вавилова в качестве фотографа, был руководителем Научно-исследовательского института экспериментальной и прикладной фотографии при Литературном музее Москвы, позже преобразованного в фотографическую лабораторию московского музея В.И. Ленина; был репрессирован. 
Семья жила в Москве по адресу: Штатный переулок, дом 26.
В 1929 году Александр Живаго окончил 7-ю опытную школу имени проф. Коваленского в Кривоарбатском переулке (до революции — Хвостовская гимназия). Одновременно с ним в этой школе учились А.Рыбаков, Е.Долматовский, М.Названов, Г.Бабакин, Н.Шереметьевский, В.Владимирский. Затем окончил строительные курсы и около двух лет работал техником на строительстве жилых домов в Москве.
С 1932 года обучался на Географическом факультете МГУ, в годы учёбы участвовал в двух крупных геологических экспедициях — на южном Урале и в бассейне реки Буреи, где приобрел опыт шлихового опробования рыхлых отложений на предмет поисков месторождений вольфрама и молибдена.
После ареста отца уехал в Архангельск, где работал в средней школе и на курсах горного дела, преподавая географию и геологию.
В 1938 году участвовал в работах Алтайской экспедиции Института географии АН СССР в качестве геоморфолога. По полученным материалам написал работу «Применение шлихового метода в морфологическом анализе долины реки Бии» и в 1942 году защитил кандидатскую диссертацию.
В годы Второй мировой войны принимал участие в гидрографическом обеспечению плаваний в прибрежной полосе Чёрного моря. По материалам аэрофотосъемки, данным промера глубин, гидрографическим картам было составлено и издано руководство «Навигационно-гидрографическая характеристика западных берегов Черного моря», использованное при освобождении советскими войсками Румынии и Болгарии.
В 1949 году принял участие в первой экспедиции судна «Витязь». Также был членом других экспедиций на этом и других судах Института океанологии СССР.
Принимал участие в Советской Антарктической экспедиции на дизель-электроходе «Обь» (1955—1958).
В 1971 году защитил докторскую диссертацию по теме «Проблемы геоморфологии Южного океана».
Был участником 22 экспедиций.
Автор 200 научных работ, в том числе автор 3 и соавтор 12 монографий.
Вёл курс геоморфологии и физической географии в Институте геодезии, аэрофотосъемки и картографии.
Член редколлегий «Атласа океанов» и «Атласа Антарктики», постоянный рецензент статей по геоморфологии и тектонике в журнале «Океанология».
Скончался в 2009 году. Похоронен на Ваганьковском кладбище. 

#### Семья[7]
- Брат — Никита Васильевич Живаго (1918—1977) также был ученым, геологом. Автор учебников «Астрономо-геодезия», «Морская геодезия».
- Сестра — Татьяна Васильевна Живаго (1916—1993),  художница, специалист по промышленно-технической графике.

Жена — Елена Всеволодовна Всеволожская (1916—1997). Окончила химический факультет Московского университета. Дочь В.А.Всеволожского.
Сын — Николай Александрович Живаго (1946—2007), литератор, переводчик итальянской литературы и драматургии, член Союза писателей Москвы, Союза переводчиков России.
Дочь — Ольга Александровна Живаго (род. 1955), филолог.

## Награды и премии
- В 1971 году в составе авторского коллектива стал лауреатом Государственной премии СССР в области науки за «Атлас Антарктики» в 2 томах (1966, 1969).
- В 1991 году А.В.Живаго присвоено ученое звание профессора по специальности «Геология океанов и морей».
- В 1992 году — избран академиком Российской академии естественных наук по специальности «Океанология».
- В 1994 году за работы в Антарктике присвоено звание «Почетный полярник».
- В 1998 году — звание «Заслуженный деятель науки РФ».
- В 2004 году от Президиума РАЕН А.В.Живаго получил почетную награду — «Крест за научные заслуги».